# ویلیام بیدلینگ
ویلیام بیدلینگ (انگلیسی: William Beadling; ۲۱ اوت ۱۸۸۵ – ۱۹۴۴ (۵۸−۵۹ سال)) بازیکن فوتبال بود.
از باشگاه‌هایی که در آن بازی کرده‌است می‌توان به باشگاه فوتبال بلیث اسپارتانس و باشگاه فوتبال گریمزبی تاون اشاره کرد.